# Гемипенис

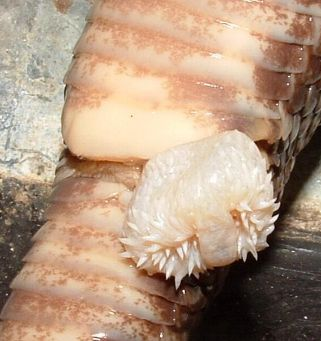
Гемипенис змеи Ромбический гремучник

Гемипенис (лат. Hemipenis) — внешний парный копулятивный орган ящериц, змей и двуходок. 
Самцы ящериц, змей и двуходок имеют по два пениса, и только один используется во время спаривания. Желобок на передней поверхности живота используется для переноса спермы.
В расслабленном  состоянии гемипенис находится в клоаке. Эрекция гемипениса происходит в 2 этапа: мышцы выворачивают наружу тело гемипениса, и уже затем он наполняется кровью и лимфой, из-за чего он ещё сильнее выворачивается из клоаки и набухает. После спаривания гемипенис втягивается обратно в хвост в исходное положение. Некоторые ящерицы после сбрасывания хвоста теряли свой гемипенис.